# Зуево (Ельнинский район)
Зу́ево — деревня в Смоленской области России, в Ельнинском районе. Население — 2 жителя (2007). Расположена в юго-восточной части области в 30 км к юго-востоку от города Ельня, в 6 км севернее автодороги Р96 Новоалександровский(А101)- Спас-Деменск — Ельня — Починок, в 1 км западнее от границы с Калужской областью. В 3 км западнее деревни железнодорожная станция Теренино на линии Смоленск — Сухиничи. Входит в состав Теренинского сельского поселения.

## История
В годы Великой Отечественной войны деревня была местом ожесточённых боёв и была оккупирована гитлеровскими войсками в октябре 1941 года. Была освобождена 27 августа 1943 года